# Nynkowska Góra
Nynkowska Góra (kaszb. Nënkòwskô Góra, niem. Nenkauer Berg) – część Gdańska w granicach administracyjnych dzielnicy Jasień. Nazwa zatracona, obecnie integralna część Jasienia. Dawny przysiółek Jasienia.